# Мангустови
Мангустовите (Herpestidae) са семейство дребни хищници, включвани по-рано в състава на семейство Виверови (Viverridae). Съвременните представители на това семейство са около тридесет вида разпространени в Южна Азия и Африка, но се срещат също и в Южна Европа и на Карибските острови, където са разселени изкуствено от човека.
Някои мангустови са социални животни и живеят на големи групи, в които отделният индивид осигурява храна не само за себе си, но и за останалите членове на групата. Те се хранят предимно с насекоми, червеи, ракообразни, змии, малки пиленца и гризачи. Мангустовите са известни като специалисти в лова на отровни змии. Борбата на малка индийска мангуста например с индийска кобра е класическа гледка.

## Списък на видовете
По азбучен ред семейство Herpestidae включва следните видове:
- род Atilax
  - Atilax paludinosus – Блатна мангуста, водна мангуста
- род Bdeogale (Galeriscus)
  - Bdeogale crassicauda – Дебелоопашата (рунтавоопашата) мангуста
  - Bdeogale jacksoni – Джаксънова мангуста
  - Bdeogale nigripes – Чернокрака мангуста Мангусти кузиманзеТънкотела мангустаМангуста джуджеИвичеста мангустаСурикат
- род Crossarchus (Mungos) – мангусти кузиманзе
  - Crossarchus alexandri – Александрова кузиманзе, заирска кузиманзе
  - Crossarchus ansorgei – Анзоргова кузиманзе, анголска кузиманзе
  - Crossarchus obscurus – Дългоноса кузиманзе, обикновена кузиманзе
  - Crossarchus platycephalus (Crossarchus obscurus ssp.) – Плоскоглава кузиманзе
- род Cynictis
  - Cynictis penicillata – Жълта мангуста
- род Dologale (Helogale)
  - Dologale dybowskii – Саванова мангуста, мангуста на Дибовски
- род Galerella – тънкотели (стройни) мангусти
  - Galerella flavescens (Galerella sanguinea ssp.) – Анголска тънкотела мангуста
  - Galerella ochracea (Galerella sanguinea ssp.) – Сомалийска тънкотела мангуста
  - Galerella pulverulenta – Южноафриканска (сива) мангуста
  - Galerella sanguinea – Тънкотела мангуста, черноопашата мангуста
- род Helogale – мангусти джуджета
  - Helogale hirtula – Източна (етиопска) мангуста джудже
  - Helogale parvula – Мангуста джудже, южна (обикновена) мангуста джудже
- род Herpestes – мангусти
  - Herpestes brachyurus – Късоопашата мангуста
  - Herpestes edwardsii – Сива индийска мангуста
  - Herpestes fuscus (Herpestes brachyurus ssp.) – Кафява индийска мангуста
  - Herpestes ichneumon – Египетска мангуста, ихневмон
  - Herpestes javanicus – Малка индийска мангуста, яванска мангуста
  - Herpestes naso – Дългоноса мангуста
  - Herpestes semitorquatus (Herpestes brachyurus ssp.) – Огърличена мангуста
  - Herpestes smithii – Мангуста на Смит, червена мангуста
  - Herpestes urva – Мангуста ракояд
  - Herpestes vitticollis – Ивичестошия мангуста
- род Ichneumia
  - Ichneumia albicauda – Белоопашата мангуста
- род Liberiictis
  - Liberiictis kuhni – Либерийска мангуста
- род Mungos – ивичести мангусти, мунгоси
  - Mungos gambianus – Гамбийска мангуста
  - Mungos mungo – Ивичеста мангуста, мунго
- род Paracynictis (Cynictis)
  - Paracynictis selousi – Селоусова мангуста, сива мангуста
- род Rhynchogale
  - Rhynchogale melleri – Мелерова мангуста, умби
- род Suricata
  - Suricata suricatta – Сурикат